# Pfarrkirche Zwentendorf

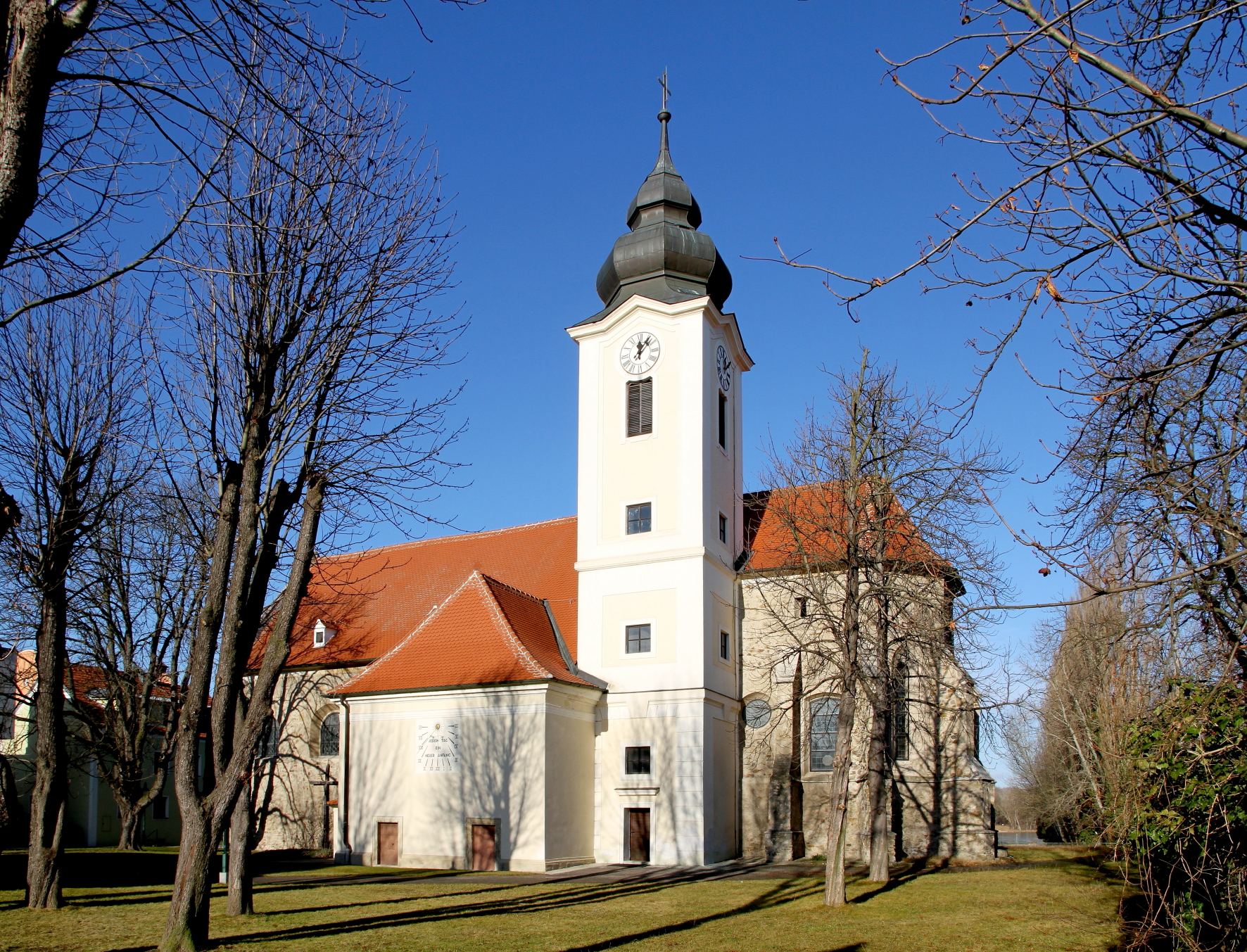
Katholische Pfarr-kirche hl. Stephan in Zwentendorf

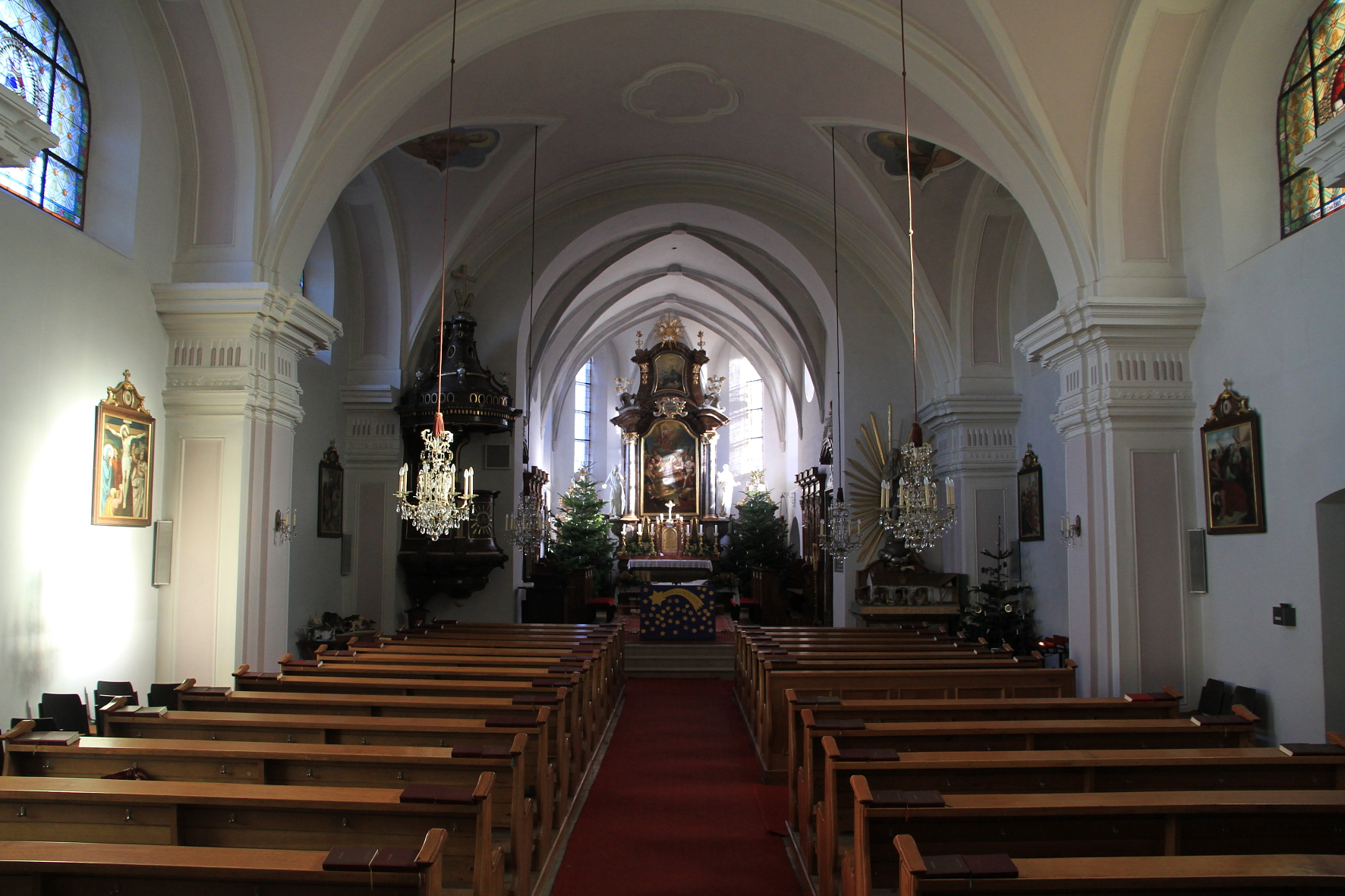
Langhaus, Blick zum Chor

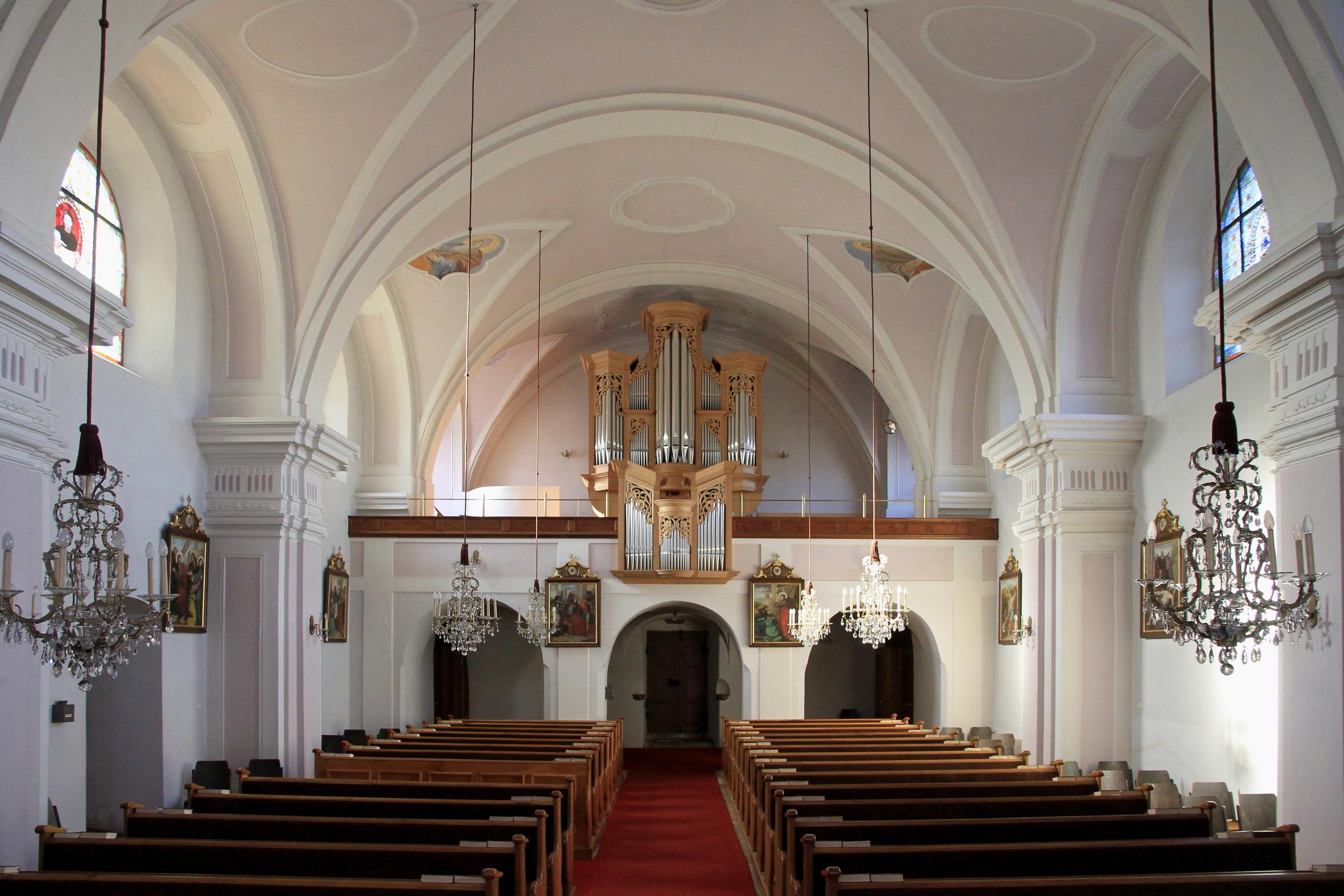
Langhaus, Blick zur Empore

Die römisch-katholische Pfarrkirche Zwentendorf steht im Osten der Ortschaft am Ufer der Donau in der Marktgemeinde Zwentendorf an der Donau im Bezirk Tulln in Niederösterreich. Die dem Patrozinium des Heiligen Stephanus unterstellte Pfarrkirche gehört zum Dekanat Tulln in der Diözese St. Pölten. Die Kirche steht unter Denkmalschutz (Listeneintrag).

## Geschichte
Eine Pfarre bestand vor 1210 wohl schon in der ersten Hälfte des 11. Jahrhunderts durch das Bistum Passau und wurde 1446 dem Passauer Domkapitel inkorporiert.
Die Kirche erlitt 1461 und 1683 Schäden und Brände 1565, 1683, 1734 und 1956. Die Barockisierung mit dem Anbau einer Sakristei und einer Loretokapelle erfolgte um 1711. 1991/1992 war eine Restaurierung.

## Architektur
Die Fundamente des zweijochigen Vorgängerbaus mit einem Chorquadrat in Langhausbereich sowie Reste des ehemaligen Chorturmes im Dachboden sind erhalten. Die im Kern frühgotische Chorturmkirche ist ein einschiffiger barockisierter Kirchenbau.
Das schlichte Langhaus mit steinsichtigem Quadermauerwerk unter einem Satteldach hat teils frühgotische Schlitzfenster aus dem Anfang des 13. Jahrhunderts und barocke Rundbogenfenster, die Westgiebelfront hat flache rundbogige Blendfensternischen und eine Schießscharte und mittig einen Portalvorbau um 1800 und südlich davon einen kleinen Portikus mit einem Dreieckgiebelaufsatz aus dem 19. Jahrhundert zum Aufgang der Westempore. Der eingezogene gotische Chor um 1400 hat Strebepfeiler mit doppeltem Wasserschlag, barocke flachbogige Fenster, darüber die gotischen spitzbogigen Fensterlaibungen, teils mit erhaltenen Maßwerkresten, der Chor hat nach Osten einen Oculus. Der barocke Turm im südlichen Chorwinkel ist viergeschoßig mit einer Putzfeldergliederung, Rechteck- und Segmentbogenfenstern, der Turm trägt über Uhrengiebeln einen barockisierten Zwiebelhelm von 1821. Die Loretokapelle steht an der Südseite zwischen Turm und Langhaus, sie ist schlicht mit Sockel und einem profilierten Gesims und hat südlich zwei Portale in Steinfassungen, das östliche Portal ist vermauert und das westliche Portal hat eine Eisentür aus der Bauzeit. Die Loretokapelle hat an der Westseite ein rundbogiges Fenster und darunter Reste eines Rechteckfensters in Steinfassung, vom niedrigeren vorgestellten Portalvorbau aus der zweiten Hälfte des 18. Jahrhunderts verstellt. Der Sakristeianbau im nördlichen Chorwinkel hat erneuerte Fenster.
Das Kircheninnere wurde 1700/1711 barockisiert. Das vierjochige Langhaus hat ein Stichkappentonnengewölbe auf Gurten auf geschichteten Wandpfeilern mit stark profilierten Kapitellen. Die dreiachsige Westempore mit Rundbogenarkaden auf Pfeilern ist tonnenunterwölbt mit applizierten Stuckgraten. Der Triumphbogen ist rundbogig. Der leicht erhöhte zweijochige gotische Chor hat einen Fünfachtelschluss und ein Kreuzrippengewölbe mit Scheibenschlusssteinen, südseitig gibt es eine flache Nische, beidseitig symmetrisch gibt es Portale, links zur Sakristei, rechts zum Turm, beide in Marmorrahmung mit Vasenaufsätzen, Flammen, Laubgirlanden, die intarsierten Türblätter mit reichem Schnitzwerk um 1740 wurden aus der Kartause Gaming hierher übertragen. Die Loretokapelle hat einen Zugang vom Langhaus mit einem bemalten Portal mit Blumendekor und hl. Bernadette in biedermeierlichen Formen von der Malerin Anna Tschadesch 1962. Die Kapelle ist eine Nachbildung der Casa Santa mit einem tonnengewölbten rechteckigen Raum mit Sichtziegelmauerwerk und einem Kämpfergesims.

## Ausstattung
Die Deckenmalerei mit Medaillons in Stuckrahmung zeigt die Vier Evangelisten von Franz Fischer 1925, über der Empore Engeldarstellungen aus der zweiten Hälfte des 18. Jahrhunderts und im ersten südlichen vermauerten Fenster die Heilige Familie aus dem 20. Jahrhundert. In der Loretokapelle gibt es Fragmente einer Wandmalerei von 1852 als siebenmalige Wiederholung der Gottesmutter.
Die Glasmalerei zeigt im Langhaus hl. Josef, Muttergottes, die Heiligen Severin und Maximilian Kolbe und Theresia von 1907 und 1983.

## Einrichtung
Die barocke Einrichtung des Chores um 1740 mit Hochaltar, Chorgestühl und zwei Türblätter wurde 1790 aus der Kartause Gaming hierher übertragen. Der Hochaltar als barockes Säulenretabel mit gesprengtem Giebel und Opfergangsportalen hat über einer hohen Sockelzone einen geschweiften Altartisch mit integriertem Sakramentshäuschen, er zeigt das Altarblatt Steinigung des hl. Stephanus von Josef Adam Mölk 1790 flankiert von den Statuen der Heiligen Anna und Josef auf ausladenden Volutenkonsolen, im Auszug das Bild Gottvater und Heiliggeisttaube, darüber eine Engelsglorie. Die Opfergangsportale tragen Volutenaufsätze und Festons, die Türblätter sind mit Vasendekor bemalt und zeigen in blumengerankten Medaillons die Heiligen Peter und Paul. Das zum Altar gehörige Kruzifix hängt an der linken Chorwand und kann in der Fastenzeit am Sakramentshäuschen angesteckt werden. Das Chorgestühl, reich intarsiert und geschnitzt entstand um 1740.
Der Seitenaltar rechts im südlichen Chorwinkel hat eine Marmormensa von Hans Petermair und darüber Maria Lourdes in einer Grotte von Otto Moroder 1956. In der Loretokapelle gibt es eine Kopie der Schwarzen Muttergottes und ein Taufbecken als barocke Buckelschale und am Deckel Taufe Christi aus dem 17. Jahrhundert.
Die klassizistische Kanzel mit einem runden Korb und ornamentalem Dekor entstand um 1790. Die barockisierten Kreuzwegbilder sind von 1871.
Die Orgel baute Franz Capek 1900.

## Grabdenkmäler
Außen
- Am Chor ein barocker Grabstein zu Franz Freidenberger mit Tochter aus der Mitte des 18. Jahrhunderts.
- An der Westfassade gibt es eingemauerte römische Grabsteine mit Reliefs Hunde und Hasen und Opfermahl für einen Verstorbenen aus dem 3. oder 4. Jahrhundert.

Innen
- Eine Gedenktafel zu Georg Fontana Edler von Zwentendorf.